# Polythore victoria
Polythore victoria är en trollsländeart som först beskrevs av Robert McLachlan 1869.
Polythore victoria ingår i släktet Polythore och familjen Polythoridae. Inga underarter finns listade i Catalogue of Life.